# Śląskie Centrum Przedsiębiorczości
Śląskie Centrum Przedsiębiorczości (ŚCP) – samorządowa jednostką organizacyjną województwa śląskiego, która pełni funkcję Instytucji Pośredniczącej we wdrażaniu Regionalnych Programów Operacyjnych województwa w zakresie współpracy z sektorem przedsiębiorstw.
Jednostka została utworzona uchwałą Sejmiku Województwa Śląskiego z dnia 19 września 2007 roku i działa w formie jednostki budżetowej.
Siedziba ŚCP znajduje się w Chorzowie w biurowcu Silesia Office Center przy ulicy Katowickiej.

## Zakres działania
Centrum prowadzi działalność na podstawie swojego statutu uchwalanego przez Sejmik Województwa Śląskiego. Zakres działania obejmuje pełnienie funkcji tzw. Instytucji Pośredniczącej realizującej czynności przewidziane w ramach regionalnych programów operacyjnych województwa śląskiego na lata 2007–2013 (RPO WSL 2007-2013) oraz 2014-2020 (RPO WSL 2014-2020). Bieżąca działalność obejmuje zadania związane m.in. z:
- przygotowaniem i ogłaszaniem naborów i oceną zgłoszonych projektów
- przygotowanie i podpisywanie umów
- prowadzenie rozliczeń realizowanych projektów, oraz ich monitorowanie
- prowadzenie kontroli realizacji projektów
- prowadzenie działań promocyjnych i informacyjnych
- obsługę systemu informatycznego używanego do obsługi projektów